# He Chun
He Chun (... – 1860) è stato un generale cinese di etnia manciù e comandante militare sotto la Dinastia Qing.
He Chun era il comandante di una sezione settentrionale del Jiangnan Daying, unità dell'Esercito dello Stendardo Verde incaricato di sconfiggere la Rivolta dei Taiping. La sua base si trovava a Yangzhou da dove partì l'attacco per conquistare la capitale dei taiping Tianjing (Nanchino). Tuttavia He morì nella Battaglia di Jiangnan (1860) combattuta nei dintorni della città.